# Gemini (альбом Alice Nine)
GEMINI («Близнецы») — четвёртый студийный альбом японской группы Alice Nine, выпущенный 9 Февраля 2011 года.

## Об альбоме
GEMINI вышел в двух изданиях: ограниченное издание включает в себя DVD с клипом на песню — «Gemini-0-eternal», а также видео о съёмках этого клипа. Обычное издание не имеет DVD, но включает дополнительную песню - «Overture». Альбому предшествовали 2 сингла: «Senkou», выпущенный в Августе 2010 года, и «Stargazer»:, выпущенный в ноябре 2010 года.
Название альбома относится к теме двойственности, в частности, сравнивается: свет и тьма, рождение и смерть. Эта тема я вляется основной в трилогии песен Gemini, поэтому альбом был назван также.

## Список композиций
Все тексты для песен написал вокалист группы Сё. Все песни были спродюсированы Хадзимэ Окано, за исключением песни — «Senkō», которую спродюсировала Alice Nine.
Обычное издание
| №   | Название                                  | Автор(ы)     | Длительность |
| --- | ----------------------------------------- | ------------ | ------------ |
| 1.  | «I.»                                      | Сага         | 4:23         |
| 2.  | «Rumwolf (Ромовый волк)»                  | Хирото, Сага | 3:00         |
| 3.  | «Stargazer: (Звездочёт)»                  | Сага         | 4:14         |
| 4.  | «4U»                                      | Сага         | 5:52         |
| 5.  | «蜃気楼 (Мираж)»                          | Тора         | 3:44         |
| 6.  | «King & Queen (Король и Королева)»        | Тора         | 3:13         |
| 7.  | «Entr'acte (Антракт)»                     | Сага         | 1:33         |
| 8.  | «Senkou (Вспышка)»                        | Сага         | 4:18         |
| 9.  | «Fūrin (風凛)»                            | Сага         | 4:17         |
| 10. | «Gemini-0-eternal (Близнецы-0-вечность)»  | Сага         | 4:21         |
| 11. | «Gemini-I-the void (Близнецы-I-пустота)»  | Сага         | 4:12         |
| 12. | «Gemini-II-the luv (Близнецы-II-дорогая)» | Сага         | 3:41         |
| 13. | «Birth in the Death (Рождение в смерти)»  | Сага         | 5:49         |

Ограниченное издание
| №   | Название              | Автор(ы)     | Длительность |
| --- | --------------------- | ------------ | ------------ |
| 14. | «Overture (Увертюра)» | Хирото, Сага | 2:29         |

| №  | Название                | Длительность |
| -- | ----------------------- | ------------ |
| 1. | «Gemini-0-eternal клип» |              |
| 2. | «Видео съёмок клипа»    |              |

## Песни
- Senkou

Выпущен: 25 Августа, 2010
Место в чарте: #12
Продажи в первую неделю: 14 315 копий
Общее количество продаж: 18 359 копий
- Stargazer:

Выпущен:  10 Ноября, 2010
Место в чарте: #10
Продажи в первую неделю: 14 284 копий
Общее количество продаж: 16 895 копий 

## Позиция в чартах и продажи
Альбом занял 3 место в чарте Oricon, продержавшись в нём 3 недели Продажи альбома за первую неделю составили 10 249 копий, общее количество продаж составило 12 181 копию. Этот альбом стал самым коммерчески успешным из всех ранее вышедших альбомов группы.